# قنفذي أدني الساق
القنفذي أدني الساق أو القرقفان أدني الساق أو القنفذي المطوي (باللاتينية: Echinops adenocaulos) نوع نباتي ينتمي إلى جنس القنفذي من الفصيلة النجمية. سمي كذلك لأن ساقه يشبه ساق نبات الأدنة (باللاتينية: Adenium).

## الموئل والانتشار
ينتشر هذا النوع في بلاد الشام.